# 1773 w polityce

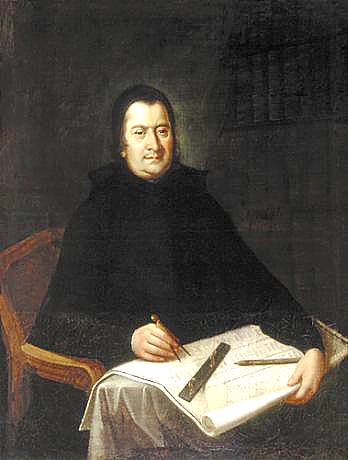
Stanisław Konarski

Wydarzenia polityczne w 1773 roku.

## Zmarli
- 3 sierpnia Stanisław Konarski, pijar, reformator szkolnictwa i założyciel Collegium Nobilium pijarów w Warszawie[1].